# Beyhan Sultan (figlia di Mustafa III)
Beyhan Sultan (turco ottomano: بیحان سلطان, lett. "capo dei Khan"; Istanbul, 13 gennaio 1766 – Istanbul, 7 novembre 1824) è stata una principessa ottomana, figlia del sultano Mustafa III e della sua consorte Adilşah Kadin, sorellastra del sultano Selim III.

## Origini
Beyhan Sultan nacque il 13 gennaio 1766 a Istanbul, nel Palazzo Topkapi. Suo padre era il sultano ottomano Mustafa III e sua madre la Terza Consorte Adilşah Kadın. Aveva una sorella di sangue minore, Hatice Sultan, a cui rimase molto legata per tutta la vita.  
Nel 1774 suo padre morì e Beyhan venne confinata, con sua madre, sua sorella e le altre consorti e principesse, nel Palazzo Vecchio. Qui, sia lei che Hatice, a causa dell'ambiente isolato e cupo, svilupparono sintomi preoccupanti: in particolare, venne registrato che Beyhan sveniva spesso e aveva attacchi isterici di urla e pianto. La loro madre, Adilşah, scrisse allora al nuovo sultano, Abdülhamid I, fratellastro di Mustafa III, chiedendo dei mariti per le figlie, in modo che, sposandosi, potessero lasciare il palazzo. Abdülhamid accettò la richiesta e trovò dei mariti per entrambe le nipoti. 

## Matrimonio
Il 22 aprile 1784 Beyhan sposò Silahdar Çelik Perişan Mustafa Paşah, governatore di Aleppo. Alla coppia fu assegnato un palazzo a Cağaloğlu ed ebbero una figlia insieme. Beyhan rimase vedova nel marzo 1799 e scelse di non risposarsi, vivendo invece nei suoi palazzi e partecipando alla vita politica della città, essendo ormai salito al trono il suo fratellastro Selim III.   
Infatti, Selim, le cui sorelle erano morte bambine, era molto legato a tutte e tre le sue sorellastre sopravvissute, Beyhan, Hatice e Şah.  
Selim visitava Beyhan nel suo palazzo ogni mercoledì e assistevano insieme a spettacoli musicali. Sebbene sia stata Hatice a divenire nota come la principessa più influente della loro generazione, anche Beyhan fu politicamente attiva e sostenne le riforme e le innovazioni di Selim, condividendone il gusto europeo per le arti e la volontà di modernizzare lo stato. Si occupò di organizzare ricevimenti per le mogli degli ambasciatori stranieri.
Inoltre, Beyhan educò la futura Hoşyar Kadın, che sarebbe poi diventata una delle consorti di suo cugino, il sultano Mahmud II.

## Discendenza
Dal suo matrimonio, Beyhan ebbe una figlia:
- Hatice Hanımsultan (1785 - ?). Chiamata in onore della zia materna, si sposò nel 1799.

## Morte
Beyhan Sultan morì il 7 novembre 1824 e venne sepolta nel mausoleo Mihrişah Sultan a Eyüp. 

## Patrona dell'architettura
Beyhan era una donna ricca, avendo ricevuto rendite e proprietà da suo padre, suo zio e suo fratello, tutti sultani. Nel 1802 riceveva entrate da Andrusa, Kalamata, Fanar, Karitena,  Londar, l'isola di Andros e Syros. Amministrava il tutto tramite agenti, prima Numan Ağa e e Hüseyn Ağa e poi, dal 1802, Al-Hac Hasan Ağa.  
Possedeva due palazzi sul Bosforo, il Palazzo Beşiktaş e il Palazzo Arnavutköy, e nel 1791 ricevette anche il Palazzo di Çırağan, che, con il permesso di Selim, fece demolire e ricostruire in stile europeo. La costruzione venne completata nel 1795, contemporaneamente al nuovo palazzo, anch'esso europeo, di sua sorella Hatice, progettato dal designer europeo Antoine Ignace Melling.   
Ottenne anche il permesso di costruire due palazzi gemelli a Yeşillioğlu, uno per sé e uno per la sorella.  
Nel 1801 costruì una fontana a Kuruçeşme, seguita da una seconda nel 1804 a Akıntıburnu e dalla ristrutturazione della fontana di Mesih di Pascià a Hırka-i Şerif nel 1817. Altre fontane furono costruite nei quartieri dei suoi palazzi. Tutte queste fontane erano in stile occidentale.  
Nel 1803 sua madre Adilşah morì e Beyhan commissionò una scuola a Yeşilioğlu in suo onore.  
Beyhan, insieme a Selim III, patrocinò anche il poeta ottomano Mevlevi Sheikh Galib.